# A Kaptár – Bioterror
A Kaptár – Bioterror (eredeti cím: Biohazard: Degeneration) 2008-ban bemutatott japán animációs horrorfilm, amely a Resident Evil–videójátékok alapján készült. A forgatókönyvet Szuga Sotaro írta, Kamija Makoto rendezte, a zenéjét Takahasi Tecuja szerezte, a producere Kobajasi Hirojuki, a főszerepekben Paul Mercier, Alyson Court, Laura Bailey és Roger Craig Smith hangja hallható. A Capcom, a Sony Pictures Animation és a Digital Frontier készítette, a Sony Pictures Entertainment forgalmazta. Cselekménye – ellentétben az amerikai sorozattal – szorosan kötődik a filmeket megelőző videójátékok világához, történetében a játék második és ötödik részét köti össze.
Japánban 2008. október 18-án, Magyarországon pedig 2009. február 10-én mutatták be a mozikban.

## Cselekmény
A T9 vírus elszabadul, az emberek menekülve kerülhetik el. Aki elkapja, félholt állapotban emberi húst eszik.

## Szereplők
- Paul Mercier – Leon S. Kennedy – Makranczi Zalán
- Alyson Court – Claire Redfield – Törtei Tünde
- Laura Bailey – Angela Miller – Vadász Bea
- Roger Craig Smith – Curtis Miller – ?
- Crispin Freeman – Frederic Downing – Szatmári Attila
- Mary Elizabeth McGlynn – Rani nagynénje – ?
- Michelle Ruff – Rani Chawla – Pekár Adrienn
- Michael Sorich – Ron Davis szenátor – Várkonyi András
- Steven Blum – Greg Glenn – ?
- Salli Saffioti – Ingrid Hunnigan – ?

A japán énekes és dalszövegíró, Cucsija Anna énekli a film vége főcímét, a Guilty-t.